# Jan Kuyckx

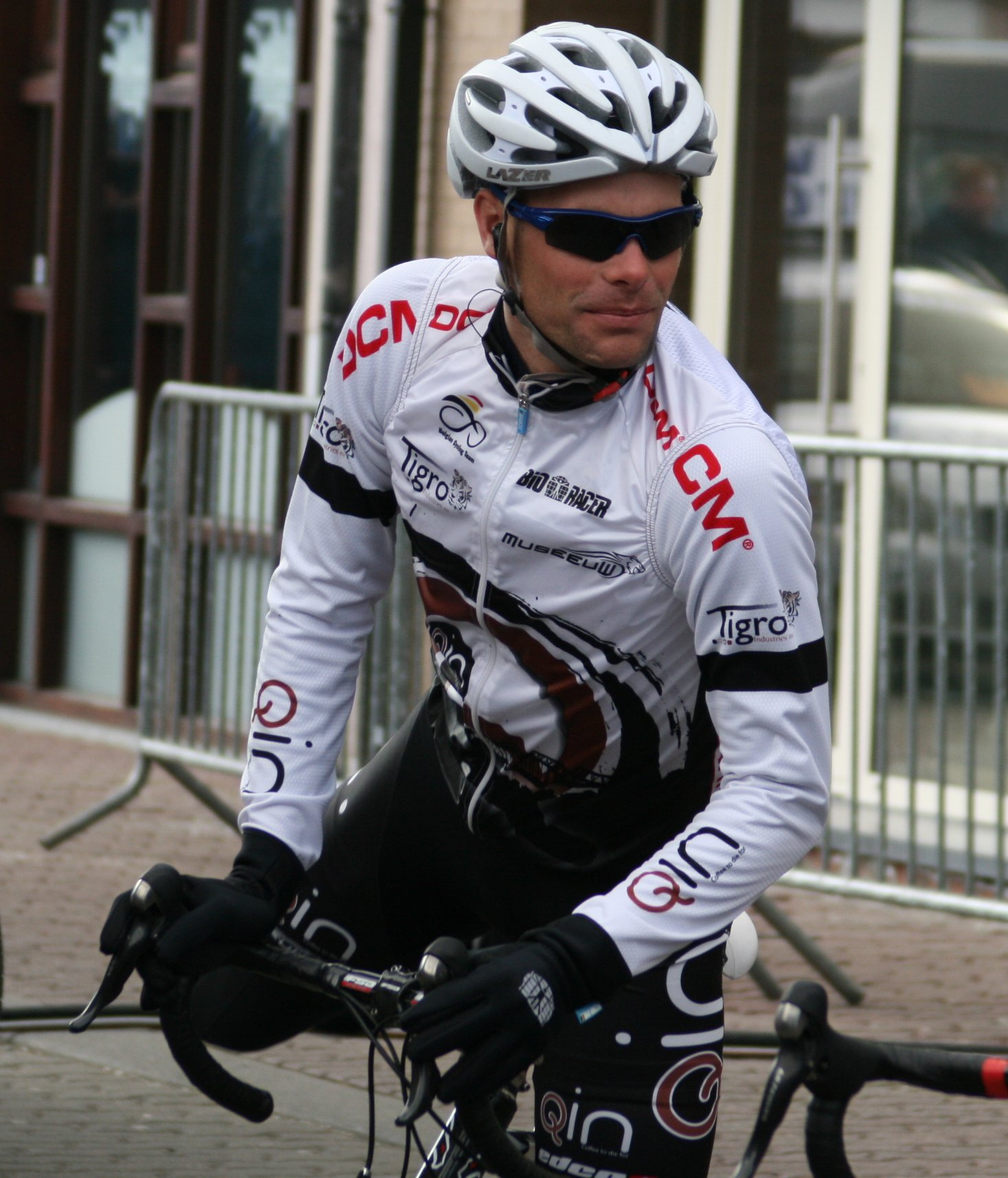
Jan Kuyckx bei den Driedaagse van West-Vlaanderen 2010

Jan Kuyckx (* 20. Mai 1979 in Hasselt, Belgien) ist ein ehemaliger belgischer Radrennfahrer.
Jan Kuycx wurde 1999 belgischer U23-Meister im Zeitfahren. Profi wurde er 2002 bei dem belgischen Radsportteam Vlaanderen-T Interim. 2004 fuhr er seine ersten Erfolge ein. Er gewann zwei Etappen bei der Vuelta a La Rioja und später eine bei der Österreich-Rundfahrt. Daraufhin wechselte er zu dem ProTeam Davitamon-Lotto. Dort konnte er 2005 eine Etappe bei der Belgien-Rundfahrt für sich entscheiden. 2006 startete er bei seiner einzigen Teilnahme an einer Grand Tour und wurde 133. beim Giro d’Italia. Ende 2010 beendete er seine Radsportlaufbahn.

## Palmarès
1999
- Belgischer Meister – Einzelzeitfahren (U23)

2004
- zwei Etappen Vuelta a La Rioja
- eine Etappe Österreich-Rundfahrt

2005
- eine Etappe Belgien-Rundfahrt

2008
- eine Etappe Étoile de Bessèges

2010
- Grote 1-Mei Prijs

## Teams
- 2002 Vlaanderen-T Interim
- 2003 Marlux-Wincor Nixdorf
- 2004 Chocolade Jacques-Wincor Nixdorf
- 2005 Davitamon-Lotto
- 2006 Davitamon-Lotto
- 2007 Landbouwkrediet-Tönissteiner
- 2008 Landbouwkrediet-Tönissteiner
- 2009 Verandas Willems
- 2010 Qin Cycling Team
- 2011 Marco Polo Cycling Team
- 2012 Marco Polo Cycling Donckers Koffie